# Roberto Quattrocchi
Roberto Quattrocchi (nacido en Tres Arroyos el 11 de junio de 1921 - fallecido en Rosario en 1991) fue un futbolista argentino. Se desempeñaba como arquero y su primer club fue Quilmes de Tres Arroyos.

## Carrera

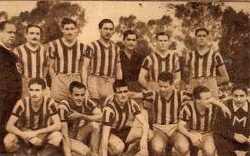
Rosario Central en 1946, el día del debut de Quattrocchi. Parados: Ángel Fernández Roca (entrenador), José Casalini, Enrique Maffei, Constancio Rivero, Roberto Quattrocchi, Alfredo Fógel, Lidoro Soria; hincados: Osvaldo Pérez, Benjamín Santos, Federico Geronis, Waldino Aguirre, Rubén Marracino.

Luego de iniciarse dicho club de su ciudad natal, Quattrocchi pasó al fútbol grande de Argentina al firmar en Racing Club. Se desempeñó en la entidad de Avellaneda entre 1941 y 1944. Emigró al fútbol uruguayo en 1945 para jugar en Liverpool Fútbol Club. Al año siguiente retornó a Argentina para incorporarse a las filas de Rosario Central; su debut se produjo el 14 de abril de 1946, en el clásico rosarino frente a Newell's Old Boys válido por los octavos de final de la Copa de Competencia Británica y que finalizó con triunfo canalla 4-2, avanzando a la siguiente instancia. Hasta 1950 fue mayormente titular en la valla auriazul, totalizando 166 presencias.  En 1951 retornó a Liverpool.

## Clubes
| Club                   | País      | Año       |
| ---------------------- | --------- | --------- |
| Quilmes (Tres Arroyos) | Argentina | 1939      |
| Racing Club            | Argentina | 1941-1944 |
| Liverpool              | Uruguay   | 1945      |
| Rosario Central        | Argentina | 1946-1950 |
| Liverpool              | Uruguay   | 1951      |